# Halide Edib
Halide Edib Adivar (Estambul, 1883-1964) fue una escritora, defensora de los derechos de la mujer y líder nacionalista turca.
Halide Edib fue la primera mujer musulmana en graduarse en el American College de Estambul, siendo posteriormente la primera profesora en una universidad turca.
Por su comprometida actividad nacionalista, se la condenó al exilio en 1926, trasladándose por diversas capitales de europeas donde siguió haciendo difusión de su causa. El exilio se prolongó hasta 1939. Más tarde, en 1951, fue elegida diputada de la Gran Asamblea Nacional de Turquía.
Sus novelas y escritos periodísticos se centran en la cultura turca, el nacionalismo y la situación de la mujer musulmana.

## Obras
Traducciones alemanas
- Das Neue Turan. Ein türkisches Frauenschicksal. (türk. Yeni Turan.) Deutsch 1916. Übers. Friedrich Schrader
- Das Flammenhemd. Übers. Heinrich Donn, 1924, 5. Aufl. Interterritorialer Verlag Renaissance, Wien 1925[1]
- Die Tochter des Schattenspielers Manesse Verlag, 2008, Übers. (aus der engl. Erstfass.) Renate Orth-Guttmann, ISBN 978-3-7175-2164-8[2]
- Mein Weg durch das Feuer. Erinnerungen Unionsverlag, Zürich 2010. Übers. aus dem Türkischen und Englischen: Ute Birgi-Knellesen

Versiones en inglés
- Memoirs of Halidé Edib. 1926 Einsicht. Deutsch s. o. 2010
- The Turkish Ordeal.1928
- Turkey Faces West. 1930
- Conflict of East and West in Turkey. 1935
- The Clown and his Daughter. 1935, Übers. ins Türkische durch die Autorin: Sinekli Bakkal. 1936, häufige Neuaufl.[3]
- Inside India. 1937

Versiones en turco
- Ateşten Gömlek. 1922, inglés The Shirt of Flame. 1924, Übers. durch die Autorin. Deutsche Fass. s. o.